# Slackware
Slackware — один із найпопулярніших та найстаріших дистрибутивів Linux, котрий усе ще підтримується. Його створив американець Патрік Волкердінґ. Його принципи — це включення лише стабільних випусків програмного забезпечення, котрі підтримують простоту і стабільність системи, також відсутність специфічних для дистрибутиву засобів конфіґурації. Чимало наразі популярних дистрибутивів були створені саме на основі Slackware Linux.
Шанувальникам цього дистрибутиву приписують такий вислів: «Якщо ви знаєте RedHat, то все, що ви знаєте — це RedHat. Якщо ви знаєте Slackware, ви знаєте Linux».
Назва «Slackware» походить від слова «Slack» (Дармівщина, див. Церква НедоМудреця).

## Історія

Талісман Slackware — Tux із люлькою у дзьобі

Перша версія Slackware, 1.00, була випущена 16 липня 1993 Патріком Волкердіноґом, засновником дистрибутиву. Вона базувалася на SLS, і розповсюджувалася на 3½" гнучких дисках, образи котрих були доступні на анонімних FTP серверах. До її складу входило ядро linux-0.99pl12A, оболонка Korn-shell, компілятор gcc-2.4.5, бібліотеки C libc-4.4.1 та Xfree86-1.3.
У 1999 році стався різкий стрибок версій випусків дистрибутиву з 4-ї на 7-му. Патрік Волкердінґ пояснив це тим, що більшість сучасних (на той момент) диструбутивів, котрим Slackware не поступався у функціональності мали більші номери версії (наприклад, Red Hat номерувала свій дистрибутив таким чином: після 4.1 йшла версія 5.0, у той час, як Slackware після версії 3.1 випустив версію 3.2).
У 2004 році Патрік Волкердінґ серйозно захворів, і це поставило під загрозу майбутнє дистрибутиву. Однак, через деякий час усе налагодилося, і розвиток Slackware продовжився.

## Випуски
Slackware перш за все розроблюється для архітектури x86. Однак, заздалегідь були створені порти на архітектури DEC Alpha та SPARC. Починаючи із 2005 року, з'явився офіційний порт на архітектуру System/390. З 2009-го року статус офіційного отримав порт на архітектуру ARM. З версії 13.0 підтримується архітектура x86-64. Також існують неофіційні версії для архітектур DEC Alpha, SPARC, PowerPC та x86-64 (slamd64 і Bluewhite64).
Існує спеціальна, тестова/розробницька версія дистрибутиву, котра може використовуватися розробниками або досвідченими користувачами, що прагнуть якомога швидше отримати найновіші вдосконалення у системі.

## Керування пакунками
Як і більшість дистрибутивів Linux, Slackware має пакетний менеджер, який може встановлювати, оновлювати, видаляти пакунки. Стандартний менеджер пакунків (Pkgtools) не відслідковує залежності, тому, зазвичай, застосовується підхід «одна програма — один пакунок», що призводить до дещо неекономного використання місця на дисках, проте значно полегшує ручне слідкування за залежностями. Проте є сторонні менеджери пакунків, які дозволяють стежити за залежностями: slapt-get, SWARET.
Пакунки Slackware являють собою стиснуті gzip архіви tar з розширенням tgz. З версії 13.0 компресію пакунків змінено на xz (суфікси файлів — txz). Розміщення файлів в пакункові організовано таким чином, що у багатьох випадках для встановлення програми достатньо розпакувати зміст архіву в Кореневий каталог. Також в архіві міститься каталог install, який містить перелік необхідних для встановлення дій, якщо такі необхідні після розпакування (файл doinst.sh), опис пакунку (файл slack-desc). Пакунки, створені з урахуванням slapt-get/swaret містять перелік залежностей (файл slack-required), конфліктів (файл slack-conflicts), опціональних пакунків (slack-suggests). Але ці можливості не стандартизовані і відсутні у пакунках дистрибутиву, проте підтримуються деякими неофіційними репозитаріями.
З версії Slackware 9.1 в каталозі extra знаходиться ще один менеджер пакунків — slackpkg, який дозволяє встановлювати та оновлювати пакунки з мережі, але не відслідковує залежності. З версії 12.2 він перенесений в основне дерево як ще один (поряд з pkgtool) менеджер пакунків.
Також у складі дистрибутиву є RPM та rpm2tgz для перетворення rpm-пакунків у пакунки tgz.

## ZipSlack
ZipSlack — «мінімалістична» спеціально скомпільована версія дистрибутиву Slackware Linux, котра була розроблена як легка і портативна. ZipSlack (zipslack.zip) розповсюджувався разом з повним дистрибутивом Slackware. Для встановлення ZipSlack потрібно було отримати архів і розпакувати його в те місце, куди користувач хотів би його встановити. ZipSlack використовував файлову систему UMSDOS під Linux, яка працювала поверх файлової системи FAT.
Останнім випуском Slackware, який містив ZipSlack, був Slackware 11.0. Slackware 12.0 не містив ZipSlack у своєму дистрибутиві, хоча ця зміна не згадувалася в повідомленні про випуск. Найімовірнішою причиною цього є відсутність підтримки UMSDOS у Linux 2.6, оскільки підтримку цього типу файлової системи було видалено з офіційних джерел Linux після деякої дискусії щодо списку розсилки ядра Linux.
В ZipSlack бракує функціональності X Window (котрий може бути доданий за наявності відповідної кількості вільного дискового простору), однак, присутня повноцінна мережна підтримка та наявні основні компілятори, котрі зазвичай розповсюджуються разом із Slackware. ZipSlack традиційно використовує файлову систему FAT/FAT32 через UMSDOS, що надає йому перевагу через можливість простої установки на комп'ютер під управлінням DOS та Windows 3.x/9x без потреби у перерозбитті жорсткого диску. Це робить ZipSlack достатньо зручним інструментом для відновлення роботи пошкодженої системи Linux. ZipSlack завантажується лише власним методом DOS, а тому несумісний з типовими конфігураціями Windows NT.

## Похідні дистрибутиви
За час існування Slackware Linux, на його основі було створено чимало дистрибутивів, серед найпопулярніших відгалужень:
Austrumi — невеликий Live CD, який може працювати на будь-якій i386-сумісній системі. Розробляється програмістами з Латгалії (регіон Латвії).
BackTrack — створений в результаті злиття двох конкуруючих дистрибутивів, що спеціалізувалися на тестуванні на проникнення: WHAX (дистрибутив Linux на основі Slax), розроблений Маті Ахароні, консультантом з безпеки. Auditor Security Collection: Live CD на основі Knoppix, розроблений Максом Мозером, який включав понад 300 інструментів, організованих у зручну для користувача ієрархію.
KateOS — був незалежно розробленим легким дистрибутивом Linux. Деякі з його концепцій були запозичені зі Slackware Linux. Його система керування пакунками використовувала так звані пакунки TGZex (.tgz), які підтримують відстеження залежностей.
SlackBoost — дистрибутив від української команди розробників, який є продовженням колишнього проєкту DeepStyle, створеного з метою покращення української та російської локалізації, який активно розроблявся протягом 2004—2013 років.
Porteus — швидкий, портативний і модульний дистрибутив Live CD/USB, що є реміксом Slax. Дозволяє завантажуватися з багатьох типів пристроїв, навіть тих, які не підтримуються BIOS.
Slackel — дистрибутив, заснований на Slackware і Salix, сумісний з обома. Образи дисків Slackel пропонуються у двох різних форматах — інсталяційний та Live CD.
Slax — Live CD, який не потребує встановлення на жорсткий диск і може завантажуватися з різних носіїв (наприклад, з флешки або CD-ROM). Однією з особливостей дистрибутива є здатність працювати з оперативної пам'яті комп'ютера (тобто він завантажується в пам'ять і звільняє носій, з якого його було завантажено).
Wifislax — Live CD, що містить різноманітні інструменти безпеки та криміналістики. Головною перевагою дистрибутива є інтеграція різних неофіційних мережевих драйверів у ядро Linux, що забезпечує готову підтримку великої кількості дротових і бездротових мережевих карт.
Zenwalk — дистрибутив, призначений для домашньої мультимедіа-станції або системи для розробки програм.

## Виноски
1. ↑  Slackware Release Notes, The Slackware Linux Project, 2022-2-2, архів оригіналу за 4 лютого 2022, процитовано 4 лютого 2022
2. ↑  Slackware Release Announcement. Архів оригіналу за 21 серпня 2011. Процитовано 30 січня 2025.
3. ↑  The Slackware Linux Project: Frequently Asked Questions. web.archive.org. 8 січня 2007. Архів оригіналу за 8 січня 2007. Процитовано 25 березня 2025.{{cite web}}:  Обслуговування CS1: bot: Сторінки з посиланнями на джерела, де статус оригінального URL невідомий (посилання)
4. ↑  ARMedslack project. Архів оригіналу за 1 вересня 2005. Процитовано 17 лютого 2019. [Архівовано 2005-09-01 у Wayback Machine.]
5. ↑  Архівована копія. Архів оригіналу за 30 червня 2012. Процитовано 17 лютого 2019.{{cite web}}:  Обслуговування CS1: Сторінки з текстом «archived copy» як значення параметру title (посилання) [Архівовано 2012-06-30 у Archive.is]
6. ↑  Splack Linux - Slackware for Sparc. Архів оригіналу за 2 квітня 2005.
7. ↑  Slackintosh Linux Project. Архів оригіналу за 15 червня 2007.
8. ↑  Slackintosh Linux Project. Архів оригіналу за 30 вересня 2015. [Архівовано 30 вересня 2015 у Wayback Machine.]
9. ↑  Slamd64. web.archive.org. 17 липня 2011. Архів оригіналу за 17 липня 2011. Процитовано 25 березня 2025.
10. ↑  Bluewhite Linux – Pure 64-bit Linux. web.archive.org. 26 січня 2019. Архів оригіналу за 26 січня 2019. Процитовано 25 березня 2025.{{cite web}}:  Обслуговування CS1: bot: Сторінки з посиланнями на джерела, де статус оригінального URL невідомий (посилання)
11. ↑  The Slackware Linux Project: Slackware Release Notes. www.slackware.com. Процитовано 2 квітня 2025.{{cite web}}:  Обслуговування CS1: Сторінки з параметром url-status, але без параметра archive-url (посилання)
12. ↑  The Slackware Linux Project:. www.slackware.com. Процитовано 2 квітня 2025.
13. ↑  The Slackware Linux Project:. www.slackware.com. Процитовано 2 квітня 2025.
14. ↑  Linux UMSDOS HOW-TO: Principi base. www.pluto.it. Процитовано 2 квітня 2025.
15. ↑  The Slackware Linux Project: Installation Help. www.slackware.com. Процитовано 2 квітня 2025.
16. ↑  The Slackware Linux Project: Slackware Release Announcement. www.slackware.com. Процитовано 2 квітня 2025.
17. ↑  The Slackware Linux Project: Slackware Release Announcement. www.slackware.com. Процитовано 2 квітня 2025.
18. ↑  Linux-Kernel Archive: RFC: [2.6 patch] remove UMSDOS. lkml.indiana.edu. Процитовано 2 квітня 2025.
19. ↑  DistroWatch. DistroWatch.com: Put the fun back into computing. Use Linux, BSD. distrowatch.com (англ.). Архів оригіналу за 28 березня 2025. Процитовано 2 квітня 2025.
20. ↑  DistroWatch. DistroWatch.com: AUSTRUMI. distrowatch.com (англ.). Архів оригіналу за 29 березня 2025. Процитовано 1 квітня 2025.
21. ↑  Distribution Release: BackTrack 1.0 (DistroWatch.com News) (англ.). 26 травня 2006. Архів оригіналу за 18 січня 2018. Процитовано 1 квітня 2025.
22. ↑  DistroWatch. DistroWatch.com: KateOS. distrowatch.com (англ.). Архів оригіналу за 30 січня 2025. Процитовано 1 квітня 2025.
23. ↑  DeepStyle Linux. Архів оригіналу за 24 травня 2016. Процитовано 20 червня 2019.{{cite web}}:  Обслуговування CS1: bot: Сторінки з посиланнями на джерела, де статус оригінального URL невідомий (посилання) [Архівовано 2016-05-24 у Wayback Machine.]
24. ↑  Александр (28 жовтня 2014). SlackBoost: "Бустинг" Slackware. SlackBoost (рос.). Архів оригіналу за 24 листопада 2023. Процитовано 2 квітня 2025.
25. ↑  DistroWatch. DistroWatch.com: Porteus. distrowatch.com (англ.). Архів оригіналу за 29 березня 2025. Процитовано 1 квітня 2025.
26. ↑  Features - Porteus - Portable Linux. www.porteus.org. Процитовано 3 квітня 2025.
27. ↑  DistroWatch. DistroWatch.com: Slackel. distrowatch.com (англ.). Архів оригіналу за 30 березня 2025. Процитовано 2 квітня 2025.
28. ↑  DistroWatch. DistroWatch.com: Slax. distrowatch.com (англ.). Архів оригіналу за 29 березня 2025. Процитовано 1 квітня 2025.
29. ↑  DistroWatch. DistroWatch.com: Wifislax. distrowatch.com. Архів оригіналу за 29 березня 2025. Процитовано 2 квітня 2025.
30. ↑  DistroWatch. DistroWatch.com: Zenwalk GNU Linux. distrowatch.com (англ.). Архів оригіналу за 29 березня 2025. Процитовано 1 квітня 2025.